# شظف
شظف Shadhaf: آبار بها قليل من المياه على عمق 12 قدمًا، وتقع على بعد 7 أميال جنوب وجنوب شرق الوفرة، على نفس المسافة غرب المراغة، وهناك إلى جانبها تلاً مخروطي الشكل.